# Landelijke Organisatie voor Hulp aan Onderduikers

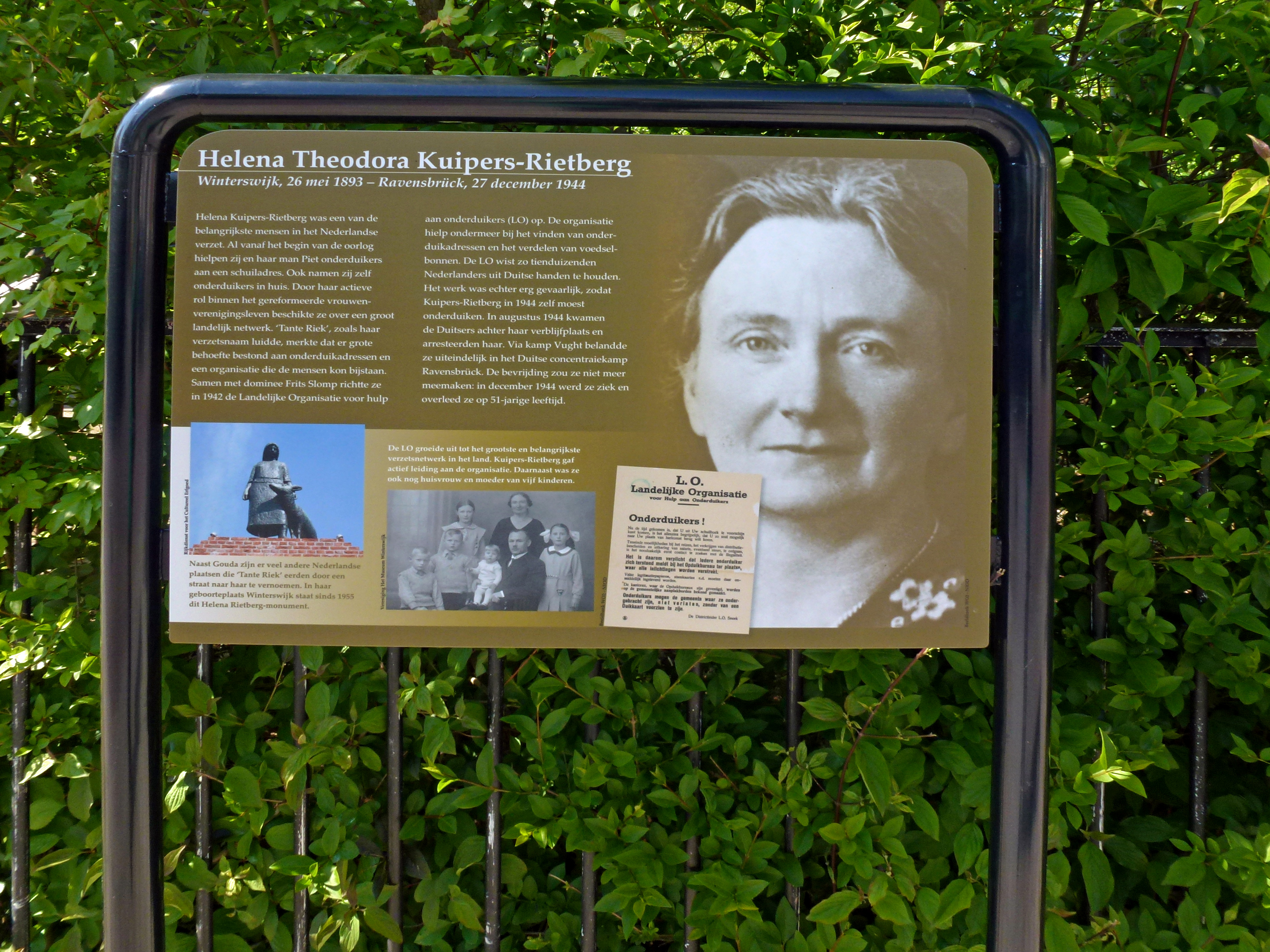
Helena Kuipers-Rietberg

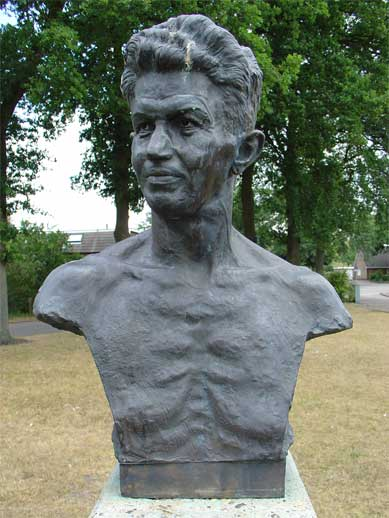
Borstbeeld van Frits Slomp

De Landelijke Organisatie voor Hulp aan Onderduikers (LO) was tussen medio 1942 en mei 1945 een Nederlandse verzetsbeweging in de Tweede Wereldoorlog.
De geschiedenis van de LO begon met Helena Kuipers-Rietberg, een getrouwde vrouw uit Winterswijk met een HBS-opleiding die een zevenpersoonshuishouden bestierde, tevens oprichtster en bestuurslid van de landelijke protestantse vrouwenbeweging. Zij was sterk antinazi en steeds meer bezig onderduikers te helpen en kwam zodoende de gereformeerde dominee Frits Slomp uit Heemse tegen, die in juli 1942 moest onderduiken vanwege zijn anti-nationaalsocialistische gezindheid. 'Tante Riek', zoals zij in het verzet genoemd werd, vroeg hem of hij samen met haar een landelijke organisatie wilde opzetten - en hij beschreef later hoe hij zo'n verzoek van haar niet kon weigeren. Intussen werden steeds meer Joodse Nederlanders opgepakt, bijeengedreven en weggevoerd, en talrijke jongeren moesten tegen hun zin in de Duitse oorlogsindustrie gaan werken. Vanaf januari 1942 gold voor alle achttien- tot drieëntwintigjarige Nederlandse mannen de verplichting een half jaar deel te nemen aan de Nederlandse Arbeidsdienst.

## Oprichting
Mevrouw Kuipers en dominee Slomp besloten zich in te zetten voor diegenen die geen onderduikadres konden vinden, door op zoek te gaan naar gastgezinnen en door (potentiële) onderduikers in de gelegenheid te stellen te verdwijnen. Kuipers werd uitbetaalster bij het illegale Trompfonds, dat heimelijk geld inzamelde voor het verzet. Slomp reisde veel voor dit doel, wat hem de bijnaam 'Frits de Zwerver' opleverde. Op talrijke plaatsen in het land ontstonden er afdelingen. In februari 1943 vormden deze afdelingen de LO. Onderduikadressen en allerlei andere zaken die voor onderduikers nodig waren, werden uitgewisseld tussen de afdelingen op landelijke vergaderingen, de zogenaamde 'beurs'. Het resultaat was dat mannen die waren opgeroepen voor de Arbeitseinsatz konden onderduiken en dus niet kwamen opdagen.
Van Duitse zijde kwam een reactie; de hoogste Duitse politieleider in Nederland, Rauter voerde hiertoe een nieuw systeem in, de zogenaamde Tweede Distributiestamkaart met een bijbehorend controlezegel. Wie geen stempel of zegel in zijn distributiestamkaart had, kreeg geen bonkaarten meer. De bonkaarten waren toen moeilijker na te maken en de LO zag zich genoodzaakt van tijd tot tijd distributiekantoren te overvallen. De voorbereiding en uitvoering ervan werden opgedragen aan een speciale tak van de organisatie: de Landelijke Knokploegen (LKP). Mettertijd bouwde de LO ook een netwerk op van ambtenaren die bereid waren clandestien persoonsbewijzen en andere bescheiden te leveren, en de gemeentelijke administratie te vervalsen. De veroorzaakte administratieve chaos zorgde er mede voor, dat de Arbeitseinsatz in het laatste oorlogsjaar goeddeels onuitvoerbaar werd.

## Regionale organisaties
Al vroeg ontstonden plaatselijk spontane groepjes die onderduikers hielpen. Deze gingen zich eerst regionaal organiseren en sloten zich later aan bij de landelijke organisatie. Vooral eind 1942 en begin 1943 ontstonden nieuwe groepen, onder invloed van:
1. verscherpte maatregelen aangaande de Nederlandse Joden;
2. hernieuwde oproep voor de Arbeitseinsatz (ditmaal moesten alle mannen tussen achttien en 35 zich melden);
3. de terugvoering van Nederlandse militairen in krijgsgevangenschap.

Met name de twee laatste maatregelen raakten bijna ieder Nederlands huisgezin en dwongen velen tot onderduik, waarmee ze de organisatie des te meer noodzakelijk maakten. De stakingsgolf van april-mei 1943 had vooral hiermee te maken.
Er werd een landelijke vertakte organisatiestructuur opgezet. Plaatselijke groepen vielen onder rayons, deze weer onder districten per provincie (zie bijvoorbeeld de Limburgse Onderduikorganisatie), die vertegenwoordigers hadden in een landelijk bestuur.
Het LO werd via illegale fondsen als Trompfonds, Zeemans-pot en Nationaal Steun Fonds van gelden voorzien.

## Nevenorganisaties
Intussen was het werk dermate toegenomen, dat nieuwe groepen naar specialisatie werden samengesteld en onderling werden verbonden. De distributie van nagemaakte bonkaarten en persoonsbewijzen werd binnen de LO georganiseerd in het CDK, een ironische naam, daar er al vanuit de overheid een officieel Centraal Distributie Kantoor bestond. Daarnaast was behoefte aan een eigen organisatie voor vervaardiging van valse persoonsbewijzen; dit werd de Persoonsbewijzensectie (PBS), niet te verwarren met de Persoonsbewijzencentrale van Gerrit van der Veen, een groep waarmee werd samengewerkt. De PBS drukte geen nieuwe, valse persoonsbewijzen, maar 'vermaakte' bestaande persoonsbewijzen of zorgde 'achterom' voor nieuwe, via overvallen op distributiekantoren  of via ambtenaren die in het verzet zaten.
De Falsificatie-Centrale (FC) was ontstaan uit een groep rond de Nijmeegse student Jacques de Weert. Deze vervaardigde allerlei valse papieren en stempels, van abonnementen voor de spoorwegen tot stempels van arbeidsbureaus en officiële handtekeningen. Op voorstel van Jan Hendrikx ging zijn groep voor de LO werken; na arrestatie en fusillatie van De Weert door de nazi's in concentratiekamp Vught werd zijn werk nog uitgebreid.

## Ontmanteling van de landelijke aansturing
Uiteraard maakte de bezetter fel jacht op de medewerkers van de onderduikorganisaties. De drukbezochte landelijke en provinciale beurzen hadden weliswaar voordelen, maar er kleefden ook nadelen aan. Op 19 oktober 1943 werd de provinciale beurs in Hoorn overvallen en viel een deel van de landelijke leiding (waaronder Cary Stomp van LO-Utrecht) in handen van de Duitsers. De volgende dag viel een gedeelte van de Utrechtse LO-leiding (Anton Das van LO-district Utrecht) in Duitse handen en daarmee ook een deel van de landelijke vertegenwoordigers. Uit veiligheidsoverwegingen werd de LO gedecentraliseerd. Slomp trok zich noodgedwongen terug.
Cary Stomp werd als provinciaal leider LO-Utrecht opgevolgd door Henk Das (Ruurd) die deze functie tot het einde van de oorlog vervulde.
Landelijke coördinatie bleef echter nodig; van de nieuwe 'Top' maakten nu deel uit: Jan Hendrikx (LO-Limburg), Henk Dienske (LO-Noord-Holland), Kees Pruys (Gelderland), Teus van Vliet (Zuid-Holland) en Izaak van der Horst die tevens deel uitmaakte van de LKP-top en dus het contact tussen beide organisaties onderhield.
Na een nieuwe arrestatiegolf in de zomer van 1944 werd door de overgeblevenen, onder wie Pruys, Douqué, Henk van Riessen en Van Vliet, een dagelijks bestuur gevormd dat ging samenwerken met andere landelijke illegale organisaties.
Veel van de arrestanten kwamen in de bunker van Kamp Vught terecht; sommigen, zoals Henk Dienske, werden eerst opgesloten in het Huis van Bewaring I aan de Weteringschans te Amsterdam. Medio 1944 werden twee mislukte pogingen gedaan gevangenen hieruit te bevrijden, eerst op 1 mei door Gerrit van der Veen en op 15 juli door Johannes Post. Beide pogingen mislukten.
Inmiddels was door Hitler een besluit afgekondigd dat 'terroristen en saboteurs' niet meer moesten worden berecht, maar meteen aan de Sicherheitsdienst zouden worden overgedragen. Als gevolg van Hitlers verordening werden tussen half augustus en begin september 1944 ongeveer 450 gevangenen in Vught geëxecuteerd, waaronder een groot aantal leden van de LO- en LKP-top.
Dit staat bekend als de Deppner-executies.